# Braeriach
Braeriach (gaélico escocés: Bràigh Riabhach / Am Bràigh Riabhach) es la tercera montaña más alta de las islas británicas (1296 m), superada solo por Ben Nevis y Ben Macdui. Es el punto más alto en el macizo occidental de los Cairngorms, separado de la sección central (en la que se encuentran el Ben Macdui y Cairn Gorm) por el paso de Lairig Ghru. La cumbre tiene forma de media luna, con varios glaciares. En el glaciar de Garbh Coire Mor, orientado hacia el norte, la nieve se ha derretido por completo solo seis veces en el siglo pasado: 1933, 1959, 1996, 2003, 2006 y 2017, y las zonas de nieve perpetua de allí son las zonas de nieve más largas de Escocia.
Probablemente la ruta más utilizada en el Braeriach comience desde el estacionamiento de Sugar Bowl, en la carretera que conduce a la zona de esquí de Cairn Gorm. Desde aquí, un sendero conduce por la ladera hasta un barranco rocoso de paredes abruptas conocido como Chalamain Gap, antes de descender unos 100 metros hasta Lairig Ghru. Después de cruzar este paso, la ruta se dirige hacia la cumbre a través de la cresta norte de Braeriach, cruzando un pico secundario, Sròn na Lairige. La cumbre está a unos 9 km del aparcamiento por esta ruta.